# Adeonella abdita
Adeonella abdita är en mossdjursart som beskrevs av Hayward och Cook 1983. Adeonella abdita ingår i släktet Adeonella och familjen Adeonellidae. Inga underarter finns listade i Catalogue of Life.